# Ronald Wright (bokser)
Ronald 'Winky' Wright (ur. 26 listopada 1971 w Waszyngtonie) – amerykański bokser zawodowy; były wielokrotny mistrz świata kategorii junior średniej. Walczył o mistrzostwo świata w kategorii średniej, lecz zremisował z ówczesnym mistrzem Jermainem Taylorem i pasa nie zdobył.